# Archibald Belaney (Grey Owl)
 (juin 2019).
Grey Owl (ou Wa-sha-quon-asin, du mot ojibwé signifiant « chouette cendrée » ou « chouette grise »), pseudonyme d’Archibald Stansfeld Belaney (18 septembre 1888 – 13 avril 1938) et nom adopté lorsque celui-ci s’inventa une identité amérindienne à l’âge adulte, est un écrivain et l’un des tout premiers défenseurs de la nature – un précurseur du courant écologique moderne.
Étant né à Hastings de parents anglais, il s’est fait connaître dans les années 1930 et les révélations, parues immédiatement après sa mort, sur ses véritables origines, non amérindiennes mais exclusivement britanniques, terniront dans un premier temps sa réputation mais depuis les années 1970 puis notamment pour le centenaire de sa naissance en 1988, le grand public s’intéressa à nouveau au personnage et une appréciation plus nuancée permit de reconnaître son rôle positif dans la préservation des espaces naturels. Cette réhabilitation se manifesta par la publication de plusieurs nouvelles biographies, l’érection d’une plaque commémorative sur son lieu de naissance, ainsi qu’un film du réalisateur Richard Attenborough, Grey Owl librement inspiré de sa vie et sorti en 1999.

## Enfance
Archibald Stansfeld Belaney est né le 18 septembre 1888 près de la petite ville de Hastings en Angleterre. Ses parents se nommaient George Belaney et Katherine (Kittie) Cox. Archie était d’ascendance paternelle et maternelle essentiellement anglaise ; son grand-père paternel était néanmoins venu d’Écosse et s’était marié en Angleterre,.
Kittie Cox était la troisième épouse de son père George Belaney qui, quelques années avant la naissance d’Archie, en 1885, avait émigré aux États-Unis avec sa seconde femme, Elizabeth Cox, et la jeune sœur de cette dernière, Katherine (Kittie), âgée de douze ans. Après le décès prématuré d’Elizabeth, George avait persuadé Kittie, encore adolescente, de l’épouser. Ils retournèrent alors en Angleterre pour la naissance de leur fils Archie. La famille vécut dans un petit meublé près de la ville d’Hastings jusqu’à ce que Kittie soit enceinte pour la seconde fois. Après la naissance de leur autre fils, les deux parents, ne parvenant pas à survenir aux besoins de deux enfants en Angleterre, retournèrent vivre aux États-Unis avec le bébé, abandonnant Archie, alors âgé de quatre ans, à la garde de sa grand-mère paternelle Juliana, née Jackson, et de ses deux tantes, Julia Caroline et Janet Adelaïde, sœurs de George. Le jeune garçon les appellera tante Carry et tante Ada. Kittie retourna visiter son fils épisodiquement, son père jamais.
Archie Belaney, jeune garçon à l'enfance triste, élevé par une grand-mère et deux vieilles filles puritaines, développa une imagination fertile tout en fréquentant la « Hastings Grammar School ». Excellent élève, il brillait notamment en littérature anglaise, en français et en chimie. En dehors de l’école, il passait l’essentiel de son temps à lire ou à explore le Bois de Sainte-Hélène, non loin de son domicile. Il y faisait déjà preuve, selon ses camarades, d’un très grand sens de l’observation et d’un intérêt immodéré pour la nature en général et les animaux en particulier.
Le jeune Archie était alors connu pour être farceur, utilisant notamment ses connaissances en chimie pour la fabrication de mini-bombes qu’il appelait les « Belaney’s Bombs ». Ses lectures comportaient surtout des histoires mettant en scène les Indiens d’Amérique : une littérature très populaire en Angleterre à cette époque. Fasciné par ce thème, l’adolescent allait jusqu’à dessiner des scènes indiennes dans les marges de ses livres et cahiers. À l’occasion de ses explorations dans les bois, Archie et son camarade George McCormick perfectionnèrent leur art du lancer de couteau et du tir de précision. À seize ans, il quitta l’école pour travailler comme employé dans une menuiserie.
Cela ne durera guère : outre son peu de goût pour ce travail, le jeune Archie manqua de faire exploser accidentellement les bureaux de l’entreprise. Après son renvoi, et devant sa détermination à quitter l’Angleterre pour le Nouveau Monde, ses tantes acceptèrent qu'Archie puisse, à dix-sept ans, se rendre au Canada, alors dominion britannique. C’est ainsi que le 29 mars 1906, Archie Belaney embarqua à bord du SS Canada à destination d’Halifax.

## Immigration au Canada
Archie Belaney était censé émigrer pour étudier l’agriculture dans une ferme canadienne. Mais après avoir passé quelque temps à Toronto, il s’installa dans la petite ville de Temagami (Tema-Augama), dans le nord de la province de l’Ontario, où il devint trappeur « coureur des bois ». Là, fasciné par les tribus autochtones ojibwés, il se mit à apprendre leur langue et à étudier leurs coutumes et traditions.
Le 23 août 1910, il épousa Angèle Egwuna, une jeune fille ojibwé, qui lui apporta beaucoup de renseignements sur son peuple. Ils vécurent tout d’abord ensemble dans une tente sur L’Ile de l’Ours (lac Temagami). Bientôt, Angèle accoucha d’une fille, Agnès. L’oncle d’Angèle surnomma Belaney Little Owl (« petite chouette ») en raison de ses dons d’observation. Archie commença alors à raconter qu’il avait été adopté par la tribu et qu’on l’avait surnommé en ojibwé Wa-sha-quon-asin, en anglais Grey Owl, la « chouette cendrée »…
Archie Belaney travailla alors comme trappeur, guide puis garde forestier. Il prit l’habitude de se présenter comme Grey Owl. C’est progressivement qu’il développa la légende de ses pseudo-origines amérindiennes, racontant qu’il était le fils, né au Mexique, d’un père écossais et d’une mère apache. Il prétendait avoir émigré des États-Unis pour rejoindre les Ojibwés au Canada. Il affirma à son éditeur que son père avait participé aux guerres indiennes dans les années 1870, s’était lié d’amitié avec Buffalo Bill et avait fini par épouser une jeune apache : Katherine Cochise. De fait, le patronyme Belaney semble bien avoir des racines écossaises ; l’un des biographes de Grey Owl découvrit que son grand-père émigra d’Écosse vers l’Angleterre, où il devint un riche marchand.
Durant la Première Guerre mondiale, Archie Belaney s’enrôla au sein de l’armée canadienne, plus exactement dans le CEF (Canadian Overseas Expeditionary Forces), le 6 mai 1915. Il portait au sein de ce corps expéditionnaire le matricule no 415 259. Sur les documents d’engagement, il déclarait être né à Montréal le 18 septembre 1888 et ne mentionnait aucun parent proche. Il restait ambigu concernant sa situation matrimoniale, barrant tantôt le « oui » tantôt le « non » en réponse aux questionnaires de l’armée. Il disait être « trappeur » de profession et avoir précédemment servi en tant que « scout mexicain » avec le 28e dragon américain, ce qui semble invraisemblable, les États-Unis n’ayant eu aucune activité militaire significative dans la région (sinon quelques escarmouches auxquelles Belaney n’aurait pu participer car il eût fallu qu’il serve entre 1904 et 1915). Il rejoignit le 13e Bataillon des « Black Watch ». Son unité fut envoyée sur le front belge, où il servit en tant que tireur d’élite. Là, ses camarades semblèrent accepter sa propre version de ses origines amérindiennes et apprécièrent en général son comportement. Il fut blessé une première fois en janvier 1916, puis plus grièvement le 24 avril 1916, une balle lui traversant le pied (il fut alors soupçonné d’auto-mutilation). Lorsque la gangrène se développa dans son pied blessé, il fut évacué en Angleterre pour y être soigné.
Durant toute une année, les médecins s’ingénièrent à soigner son pied, transférant Belaney d’un hôpital à l’autre. En Angleterre, il renoua avec une amie d’enfance, Constance (Ivy) Holmes, et l’épousa devenant ainsi bigame. Le mariage ne dura guère, bien que Belaney ait caché à sa nouvelle épouse qu’il était déjà marié avec Angèle, qu’il avait abandonnée mais dont il n’était pas divorcé.
« Grey Owl » fut rapatrié au Canada en septembre 1917. Il fut libéré de l’armée le 30 novembre avec une pension d’invalidité.

## Carrière
Entre 1917 et 1925, « Grey Owl » retourna vivre dans la région de Temagami où il avait pourtant, avant la Grande Guerre, eu maille à partir avec la justice, pour des peccadilles dues à son agressivité en état d’ivresse – il aura des problèmes grandissants avec l’alcool.
En 1925, alors âgé de trente-sept ans, « Grey Owl » rencontra une jeune fille iroquoise métisse de dix-neuf ans, Gertrude Bernard (alias « Anahareo », ou « Pony »), de la tribu des Mohawks, qui aura une grande influence sur le reste de sa vie. Elle l’encouragea à abandonner son métier de trappeur par respect pour les animaux et à publier ses écrits touchant à la vie sauvage. Leur histoire d’amour fut passionnée, à commencer par leur cérémonie de mariage selon les rites anishinaabe - « peuple des origines ». Sous son influence, « Grey Owl » commença à réfléchir profondément à la protection de la nature. « Anahareo » stimula son goût pour l’écriture et l’incita à épargner et à élever avec elle un couple de jeunes castors.
Son premier article, « The Falls of Silence », fut publié sous le nom de A.S. Belaney dans le périodique Country Life, le célèbre magazine anglais. Il publia aussi des articles sur la vie des animaux sous la signature de « Grey Owl » dans la revue « Forest & Outdoors », une publication de l’Association Forestière Canadienne. Il devint de plus en plus connu au Canada et aux États-Unis.
En 1928, Grey Owl s’établit près du lac Témiscouata (notamment en face de Cabano de l'autre côté du lac, à la montagne du « Fourneau ». Grey Owl et Anahareo allaient naturellement à Cabano pour le nécessaire. Ils ont côtoyé bien des gens et avaient une vie sociale via les services et les commerces qui s'y trouvaient. Le couple vécut donc trois ans dans cette région du Québec. Ainsi, c'est au Témiscouata que l’Office national du film du Canada tourna en collaboration avec Parcs Canada deux courts métrages en 1928 dont « Le peuple des castors », dans lequel figurent Grey Owl et Anahareo, les montrant avec les deux castors (Mac Ginnis et Mac Ginty) qu’ils ont adoptés, apprivoisés et élevés après que leur mère fut tuée. Ces films eurent beaucoup de succès aux États-Unis et en Grande-Bretagne contribuant à la grande célébrité de Grey Owl. À Cabano, Mgr Jean-Phillippe Cyr (curé dès lors et cinéaste) a fait un court métrage sur Grey Owl que l'on peut visionner à la Cinémathèque québécoise à Montréal.
En 1931, son œuvre ayant attiré l’attention du « Dominion Parks Service » canadien, Grey Owl fut embauché comme gardien de parc naturel et naturaliste. En 1931, Grey Owl et Anahareo s’installèrent donc brièvement (avec leurs castors:Rawhide et Jelly Roll) dans une cabane du parc national du Mont-Riding (Manitoba) pour trouver un refuge. L’hydrographie n’étant pas favorable à la survie des castors (les eaux du lac baissaient considérablement en automne), ils se réinstallèrent l’année suivante sur les bords du lac Ajawaan dans une maison en bois offerte par la direction du parc national de Prince Albert (Saskatchewan), où Grey Owl fut nommé gardien honoraire responsable de la protection des castors. Là, il eut une fille avec Anahareo, Shirley Dawn, née le 23 août 1932 (décédée en 1984)
Lorsque ses premiers ouvrages furent publiés, au début des années 1930, il raconta à son éditeur Lovat Dickson (d’origine canadienne anglophone, installé en Angleterre) l’histoire suivante concernant ses origines :
« Il était le fils d’un père écossais et d’une mère apache. Il prétendait que son père était un homme nommé George MacNeil, qui avait été éclaireur dans l’armée américaine durant les guerres indiennes des années 1870, dans le sud-ouest des États-Unis. Grey Owl disait que sa mère s’appelait Katherine Cochise, de la tribu apache des Jicarillas. Il raconta ultérieurement que ses deux parents firent partie de la fameuse tournée organisée par Buffalo Bill, la « Wild Bill Hickok Western show », qui se produisit notamment en Angleterre. Grey Owl affirmait être né en 1888 à Hermosillo au Mexique, alors que ses parents participaient au show. »
Parmi ces explications, bien peu de faits étaient véridiques, hormis les prénoms de ses parents, de vagues origines écossaises et son année de naissance.
Dans ses articles et livres, dans les films documentaires où il apparaissait, Grey Owl se faisait le chantre de l’écologisme et de la protection de la nature. Dans les années 1930, il écrivit de nombreux articles pour la revue de l’Association Forestière Canadienne (CFA) Forests and Outdoors, parmi lesquels :
- King of the Beaver People, janvier 1931
- A Day in a Hidden Town, avril 1931
- A Mess of Pottage, mai 1931
- The Perils of Woods Travel, septembre 1931
- Indian Legends and Lore, octobre 1931
- A Philosophy of the Wild, décembre 1931

Son article, Tableau du déclin de la vie des castors et les moyens d’y remédier, fut repris dans l’ouvrage de Harper Cory, Grey Owl et les castors publié par les éditions Thomas Nelson and Sons Ltd en 1935.
En 1935-36, puis à nouveau en 1937-38, Grey Owl entreprit – à la demande de son éditeur – une série de conférences au Canada, en Angleterre (y compris à Hastings) et en dernier lieu aux États-Unis pour faire la promotion de ses livres et populariser ses idées sur la protection de la nature. Le succès fut immense, son auditoire nombreux, son livre Un homme et des bêtes (Pilgrims of the Wild) se vendit à un moment jusqu’à 5 000 exemplaires par mois – chiffre remarquable pour l’époque. Grey Owl se présentait devant son public vêtu en habit traditionnel ojibwé, renforçant ainsi sa pseudo- identité amérindienne. Bien que ses tantes le reconnurent lors de son passage à Hastings en 1935, elles gardèrent le silence sur ses origines anglaises jusqu’à sa mort en 1938. Lors de sa dernière tournée en Angleterre, Grey Owl fut invité à la Cour, où il fit une conférence devant le roi George VI – qu’il appellera « mon frère » - et ses filles, les princesses Elizabeth (future reine d’Angleterre) et Margaret.
Il était séparé d’Anahareo depuis quelque temps déjà. Lors d’une tournée de promotion de ses livres au Canada, il fit la connaissance d’Yvonne Perrier, une Franco-Canadienne qu’il épousa en novembre 1936 (et qui prit le pseudonyme de « Silver Moon ») – sa quatrième épouse officielle, la cinquième de fait[Interprétation personnelle ?]…

## Mort

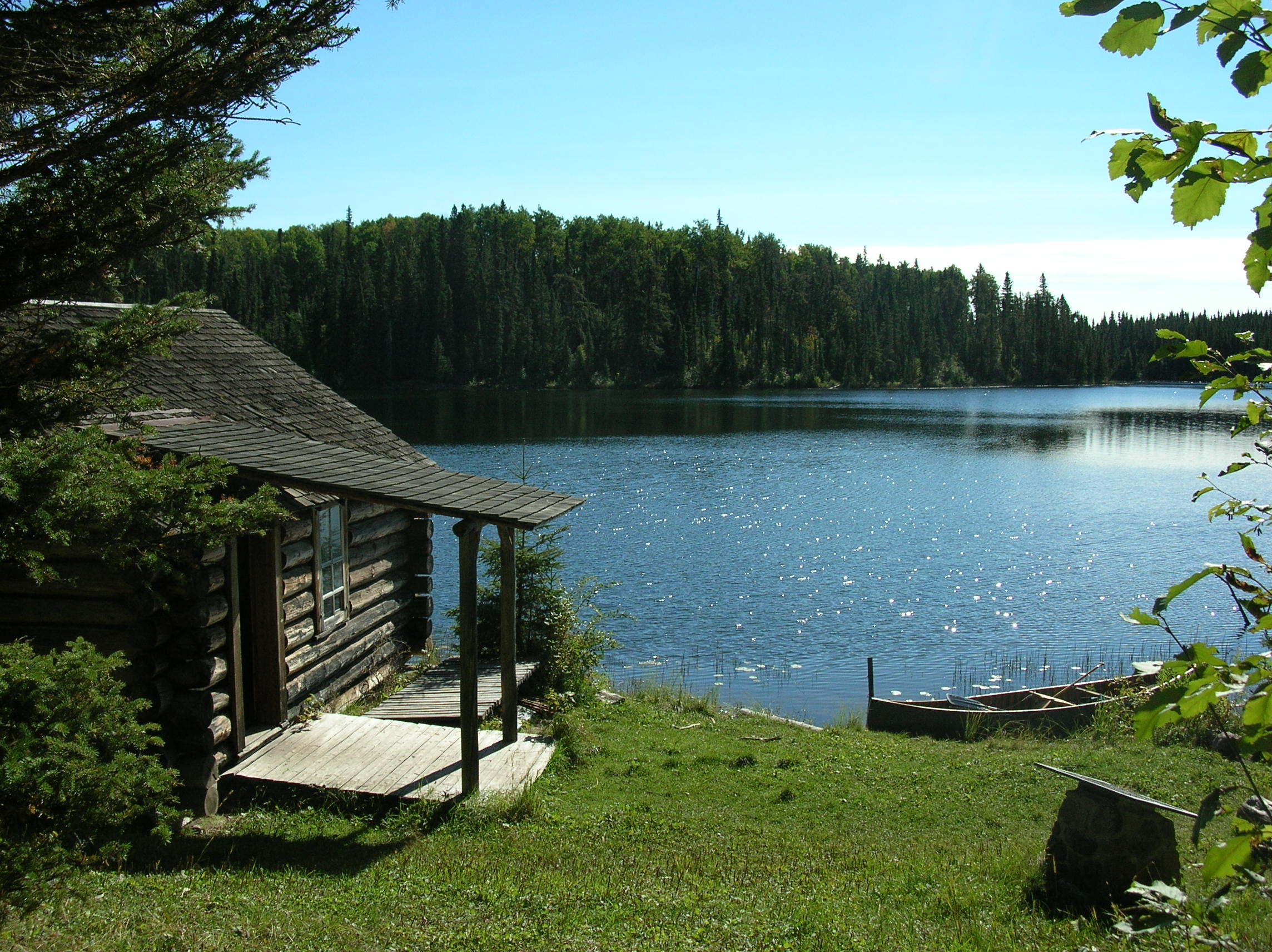
Lac Ajawaan, Saskatchewan, Canada Cabane de Grey Owl « Beaverlodge » où il meurt en avril 1938 et où il est inhumé, avec sa femme Anahareo et sa fille.

Toutes ces conférences étaient épuisantes et ses années d’alcoolisme l’avaient affaibli. Son état psychique en était également affecté. En avril 1938, à l’issue de sa dernière tournée aux États-Unis, il retourna à Beaver Lodge, dans sa petite maison au bord du lac Ajawaan, où il demanda à rester seul. Cinq jours plus tard, il fut trouvé inconscient sur le sol de sa cabane. Bien qu’il fût transporté à l’hôpital Prince-Albert pour y être soigné, il mourut de pneumonie le mercredi 13 avril 1938 - il avait été gazé durant la Première Guerre Mondiale et restait fragile des poumons. Il fut inhumé auprès de sa cabane. Sa fille Shirley Dawn (décédée le 3 juin 1984) et sa femme Anahareo (décédée le 17 juin 1986) l’y rejoindront.
Sa première épouse, Angèle, réussit à faire la preuve de leur mariage et bien qu’elle ne l’ait pas revu depuis bien des années, c’est elle qui hérita de l’essentiel de ses biens.

## Mariages et vie de famille
En définitive, Archie Belaney connut une vie de couple avec cinq femmes successives – voire concomitantes. Il abandonna sa première épouse, Angèle, ainsi que la fille qu’elle lui avait donnée, puis devint de fait bigame en épousant Constance Holmes en Angleterre sans avoir divorcé d’Angèle. Il eut une fille avec sa première et troisième femme, et on pense généralement qu’il eut aussi un fils[réf. nécessaire]…
Les femmes dans la vie de Belaney :
- Angele Egwuna (Anishinaabe), épousée en août 1910. Une fille : Agnès Belaney ;
- Une femme métisse avec laquelle Belaney eut un fils. Elle mourut de tuberculose peu après la naissance de l’enfant[21];
- Constance (Ivy) Holmes, épousée en Angleterre en 1917. Aucun enfant ;
- Gertrude Bernard (Anahareo) (Mohawk), une liaison – une histoire d’amour - qui aura duré onze ans, commençant par un mariage en 1925 selon les rites autochtones. Elle eut une grande influence sur lui. De leur union, une fille, Shirley Dawn, est née le 23 août 1932. Le couple se sépara en 1936 ;
- Yvonne Perrier, franco-canadienne, « épousée » en novembre 1936. Aucun enfant.

## Révélations et controverses
Des doutes sur l’identité amérindienne de Grey Owl avaient circulé et sa véritable histoire fut publiée dans les journaux juste après sa mort. Le quotidien canadien North Bay Nugget fit paraître un article détaillé le jour même du décès – une histoire que son reporter, Gregory Clark, gardait sous la main depuis trois ans mais qu’il n’avait pas voulu publier, par respect semble-t-il pour la personne et l’œuvre de Grey Owl. Cet article fut suivi de nombreuses autres enquêtes, dont celle du Times. Son éditeur et organisateur de ses tournées, Lovat Dickson, tenta tout d’abord en toute sincérité de défendre les assertions de Grey Owl sur ses origines amérindiennes, mais dut finalement se rendre à l’évidence : son ami lui avait menti. Il écrira dans la biographie qu’il lui a consacrée : « Quand il ne fut plus possible de douter que l’homme enseveli en Saskatchewan sous le nom de Grey Owl était bel et bien né Belaney en Angleterre, je compris mieux quel extraordinaire excentrique venait de nous quitter, d’une espèce comme seule l’Angleterre sait en produire » Mais sa renommée et le soutien populaire pour les causes qu’il défendait incitèrent le quotidien canadien The Ottawa Citizen à conclure : « Naturellement, la valeur de son œuvre n’est pas compromise pour autant. Tout ce qu’il a accompli en tant qu’écrivain et défenseur de la nature lui survivra. » Cette opinion fut assez largement partagée dans la presse canadienne.
Néanmoins, en dépit du fait que ses écrits ont montré sa profonde connaissance de la nature et des problèmes de l’environnement, les affirmations de Belaney lorsqu’il se présentait en tant que « Grey Owl » étaient bel et bien largement usurpées. Les conséquences de la découverte de la supercherie furent dans un premier temps dramatiques. Les éditeurs cessèrent immédiatement de publier ses livres sous le pseudonyme de « Grey Owl ». Dans certains cas, ils furent même retirés de toute publication. À leur tour, les organisations de défense de la nature auxquelles Belaney avait été associé furent affectées par ces révélations, et l’on assista à une baisse considérable des donations à leur égard.

## Reconnaissance posthume
De nombreux livres sur Grey Owl ont été publiés, surtout dans le monde anglo-saxon, dont :
- Half-Breed: The Story of Grey Owl by Lovat Dickson (1939)
- My Life with Grey Owl by Anahareo (1940)
- Devil in Deerskins: My Life with Grey Owl by Anahareo (1972) publié au Royaume-Uni sous le titre Grey Owl and I : A New Autobiography, Anahareo (1972)
- Wilderness Man: The Strange Story of Grey Owl by Lovat Dickson (1974), traduit en français sous le titre : Grey Owl, l'homme qui voulait être indien, Montréal (1977)
- From the Land of Shadows: the Making of Grey Owl by Donald B. Smith (1990)

En 1972, la télévision canadienne diffusa un documentaire qui lui était consacré.
En 1999, le film Grey Owl sortit sur les écrans. Il était réalisé par Richard Attenborough, avec dans le rôle principal Pierce Brosnan. Il reçut un accueil mitigé et ne fit pas l’objet de critiques dithyrambiques aux États-Unis. Lorsqu’ils étaient adolescents, Attenborough et son frère David assistèrent à une conférence de Grey Owl au London Palladium. David Attenborough devint par la suite lui-même un naturaliste. Dans une interview de 1999, Richard Attenborough raconta que son frère et lui furent profondément impressionnés en voyant Grey Owl en chair et en os, et que cela eut peut-être une influence sur leurs carrières respectives.
Pour le centenaire de sa naissance en 1988, l’Association Grey Owl de Hastings planta un érable rouge canadien en son honneur dans le parc de l’École William Parker (en) – autrefois la Hastings Grammar School. En juin 1997, le maire de Hastings et le député local inaugurèrent une plaque commémorative sur la maison du 32 St. James Road où il était né
La maison des gardes-forestiers de Hastings Country Park, située à 7 km à l’est de Hastings, possède également sa plaque commémorative. Une réplique miniature de sa cabane au Canada trône au musée de Hastings (en), à Summerfields. Enfin, une exposition de souvenirs et une autre plaque commémorative se trouvent au 36 St. Mary's Terrace, la maison où il vivait avec sa grand-mère et ses tantes
Le Service des Parcs Canadiens a restauré la cabane qu’il occupait au bord du lac Anaabe et y a fondé une réserve consacrée à la vie sauvage.
En septembre 2004, le militant politique canadien Raoul Juneja (en) (alias Deejay Ra) lança une campagne pour promouvoir une « Journée Grey Owl ». Il avait inclus des textes de Grey Owl dans son projet d’alphabétisation « hip-hop » - un mouvement qui, en Amérique du Nord, dépasse largement le cadre musical pour s’étendre à d’autres domaines revendicatifs culturels et artistiques. Il tenta notamment de toucher l’opinion publique canadienne par l’intermédiaire de la télévision. Il fut le premier écrivain à enseigner les droits des Amérindiens à l’université Harvard.
En 2005, cette campagne aboutit notamment à la réédition par la maison Key Porter Books (en) du grand classique « Récits de la cabane abandonnée », ainsi qu’à la diffusion sur BookTelevision d’un reportage dans lequel Raoul Juneja (Deejay Ra) et Lord Richard Attenborough évoquent l’héritage de Grey Owl.

## Livres de Grey Owl
En anglais
- The Men of the Last Frontier. London: Country Life, 1931.
- Pilgrims of the Wild. London: Lovat Dickson Ltd., 1934.
- The Adventures of Sajo and her Beaver People. London: Lovat Dickson Ltd., 1935.
- Tales of an Empty Cabin. London: Lovat Dickson Ltd., 1936.

Une longue histoire tirée des Récits de la cabane abandonnée a été publiée séparément en 1937 en petit volume.
- The Tree. London: Lovat Dickson Ltd., 1937.

En français
- La dernière frontière
- Un homme et des bêtes (traduction de Jeanne Roche-Mazon)[24]
- Sajo et ses castors
- Récits de la cabane abandonnée (traduction de Jeanne Roche-Mazon)[25]
- Ambassadeur des bêtes (seconde partie des Récits de la cabane abandonnée)[25]
- L’arbre (traduction de Jeanne Roche-Mazon)

### Œuvres complètes
Les trois premiers livres de Grey Owl, The Men of the Last Frontier, Pilgrims of the Wild and Sajo and her Beaver People, ont été réédités dans un ouvrage unique : Grey Owl: Three Complete and Unabridged Canadian Classics (2001:  (ISBN 1-55209-590-8)).
Des citations de quatre de ses livres sont rassemblées dans : The Book of Grey Owl: Selected Wildlife Stories (1938; 1989 reprint:  (ISBN 0-7715-9293-0)).

### Traduction
- Ludzie Z Ostatniej Granicy. Translation by Aleksander Dobrot. Warsaw (Poland): Wydawnictwo J. Przeworskiego, 1939.
- Ambassadeur des bêtes. Translation by Simonne Ratel. Paris : Hatier-Boivin, 1956?. (Called Ambassador of the Beasts", Translation of the second part of: Tales of an Empty Cabin)
- Ambassadeur des bêtes. Traduction de S. Ratel, photos G. Auvert et G. Vienne. Paris : Editions de l'Amitié - G. T. Rageot et Librairie Hatier, 1960
- Récits de la cabane abandonnée. Translation by Jeanne-Roche-Mazon. Paris : Éditions contemporaines, 1951. (Translation of the first part of: Tales of an Empty Cabin.)
- Sajo et ses castors. Traduit de l'anglais par Charlotte et Marie-Louise Pressoir, dessins originaux de l'auteur. Paris : Nelson éditeurs, 1936
- Sajo et ses castors. Translated from the English by Charlotte and Marie-Louise Pressoir; illustrations by Pierre Le Guen. Paris : Société nouvelle des éditions G.P., 1963. (Translation of: The Adventures of Sajo and Her Beaver People.)
- Pilgrims of the Wild. Éd. ordinaire. Translation by Jeanne Roche-Mazon. Paris : Éditions contemporaines, 1951.
- Саджо и её бобры. Перевод с английского Аллы Макаровой. Предисловие Михаила Пришвина. Москва: Детгиз, 1958.
- Рассказы опустевшей хижины. Перевод и предисловие Аллы Макаровой. Художник Б.Жутовский. Москва: Молодая гвардия, 1974.
- Cаджо та її бобри. Переклад з англійської Соломії Павличко., Київ: «Веселка», 1986
- Przygody Sajo i małych bobrów. Warsaw, 2008.
- Oameni și animale, pelerini ai ținuturilor sălbatice. Translation by Viorica Vizante. Iasi, Junimea, 1974.

## Exposition de 1976 auFort Ingall, Cabano (Québec)
Le 25 septembre 1976, Pierre Bérubé, chercheur universitaire natif de Cabano au Témiscouata, inaugura après une recherche saillante (surtout auprès de l'université d'Ottawa), sous l'égide du Conseil des Arts du Canada, une exposition sur la vie et les réalisations de Grey Owl. Travaillant les étés comme étudiant au bureau d'information touristique de Cabano, près de la frontière du Québec, il était impressionné du nombre d'information qu'on lui demandait concernant le « fameux indien » qui avait habité sa ville natale. Il eut l'idée de demander l'avis du sociologue québécois Marcel Rioux et du bureau de comté de John Diefenbaker (ancien premier ministre du Canada, dès lors député de Prince-Albert en Saskatchewan où a séjourné Grey Owl) afin de vérifier de la pertinence d'organiser une exposition permanente sur la vie de Grey Owl (et particulièrement au Bas-Saint-Laurent) au site historique du Fort Ingall à Cabano. C'est donc avec l'appui financier et le patronage du Conseil des arts du Canada que l'événement s'est réalisé. Et c'est Anahareo, elle-même, venue de Colombie-Britannique, qui a inauguré l'exposition. Durant cette semaine de visite, elle eut naturellement l'occasion de rencontrer et de renouer avec bien des gens qui l'avaient connue et de nombreux témoignages eurent lieu. Il y eut des réceptions civiques à Cabano, Notre-Dame-du-Lac et Squatec.

En mai 1978, après deux ans d'exposition, l'exposition Grey Owl a été donnée officiellement à la ville de Cabano,.

« Le 25 septembre dernier, la population locale participait, dans les murs reconstitués du Fort Ingall, à l'inauguration officielle d'une exposition sur la vie et les réalisations du naturaliste et écrivain Grey Owl. La "Revue d'histoire du Bas Saint-Laurent" avait déjà fait connaître à ses lecteurs cet étonnant personnage qui sut si bien parler et écrire sur la flore, la faune et les habitants de cette région du Témiscouata. A notre avis, cette exposition à laquelle la population locale a largement contribué, en particulier par ses témoignages oraux, constitue un bel exemple de récupération du patrimoine et de mise en valeur des ressources culturelles du milieu. Qui ne voit là un outil pédagogique appréciable pour la connaissance du monde témiscouatain des années 1930 ? »

.
Enfin, le 8 septembre 1983, un hommage particulier a été offert à la fille de Grey Owl (Shirley Dawn Richardson) lors d'une réception donnée au Fort Ingall en l'honneur de sa visite à Cabano. Dawn déclare pour conclure « ...je suis gratifiée de voir les gens qui appréciaient mon père pour les travaux qu'il a fait durant sa vie. »

## Précisions et sources
- (en) Cet article est partiellement ou en totalité issu de l’article de Wikipédia en anglais intitulé « Grey Owl » (voir la liste des auteurs).

Cet article est pour l’essentiel une libre traduction de l’article éponyme paru dans Wikipedia en anglais, complété néanmoins par d’autres sources et notamment la biographie publiée par l’éditeur de Grey Owl, Lovat Dickson, en 1973 : Wilderness Man: The Strange Story of Grey Owl et traduite en français au Québec en 1977 sous le titre : Grey Owl, l'homme qui voulait être indien, éd. De l’Aurore, Montréal